# جید ریویر

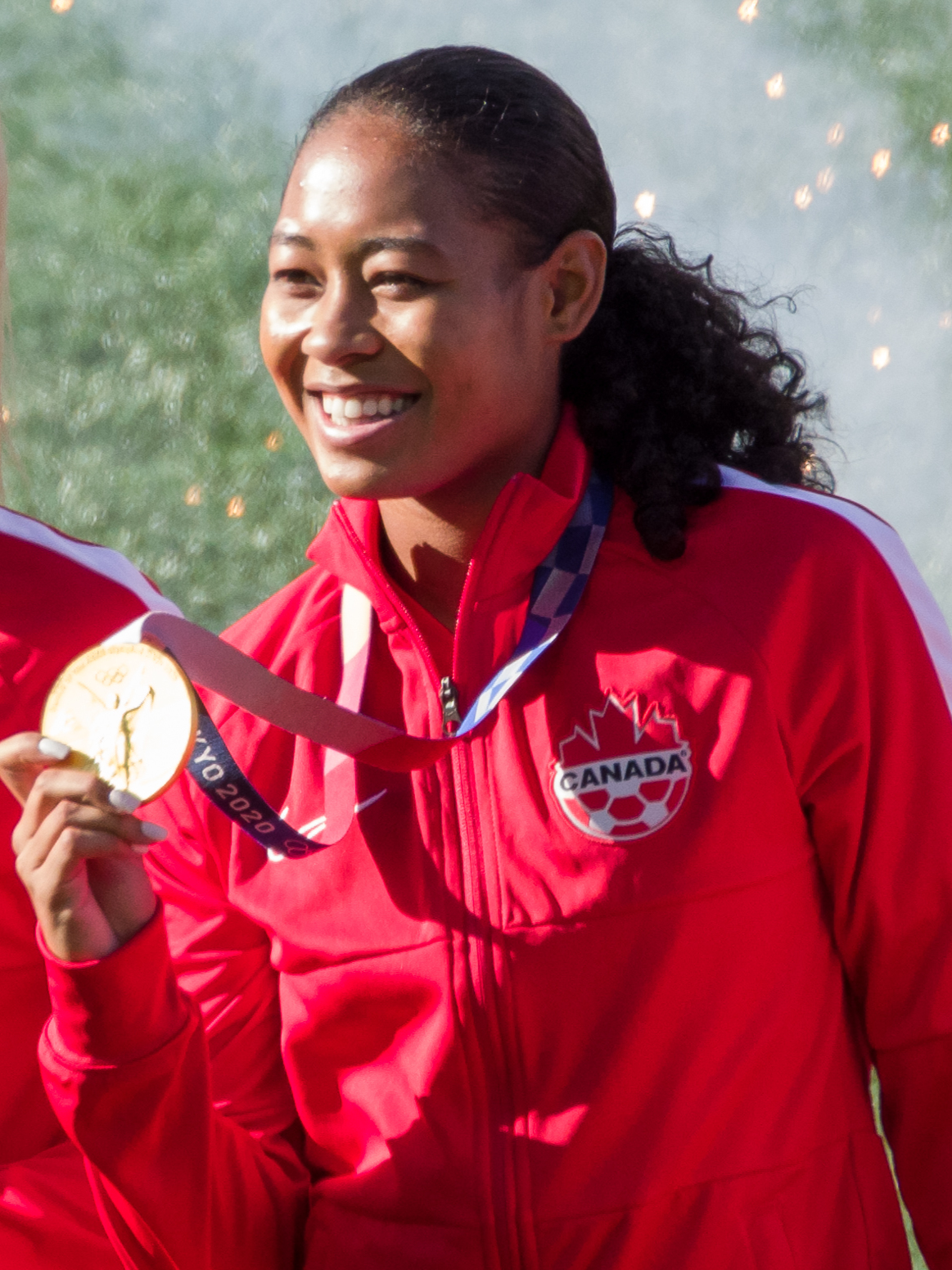
جید ریویر در سال ۲۰۲۱

جید ریویر (انگلیسی: Jayde Riviere؛ زادهٔ ۲۲ ژانویهٔ ۲۰۰۱) بازیکن فوتبال اهل کانادا است.
وی همچنین در تیم ملی فوتبال زنان کانادا بازی کرده‌است.